# Sericothrips pubescens
Sericothrips pubescens är en insektsart som beskrevs av Ian A. Hood 1957. Sericothrips pubescens ingår i släktet Sericothrips och familjen smaltripsar. Inga underarter finns listade i Catalogue of Life.